# Loivos (Chaves)
Loivos ist ein Ort und eine ehemalige Gemeinde (Freguesia) im portugiesischen Kreis Chaves. Die Gemeinde hatte 550 Einwohner (Stand 30. Juni 2011).
Am 29. September 2013 wurden die Gemeinden Loivos und Póvoa de Agrações zur neuen Gemeinde União das Freguesias de Loivos e Póvoa de Agrações zusammengeschlossen. Loivos ist Sitz dieser neu gebildeten Gemeinde.